# العلاقات البلجيكية البوليفية
العلاقات البلجيكية البوليفية هي العلاقات الثنائية التي تجمع بين بلجيكا وبوليفيا.

## مقارنة بين البلدين
هذه مقارنة عامة ومرجعية للدولتين:
| وجه المقارنة                                              | بلجيكا                                                                              | بوليفيا                                          |
| --------------------------------------------------------- | ----------------------------------------------------------------------------------- | ------------------------------------------------ |
| المساحة (كم2)                                             | 30.53 ألف                                                                           | 1.10 مليون                                       |
| عدد السكان (نسمة)                                         | 11.37 مليون                                                                         | 11.05 مليون                                      |
| الكثافة السكانية (ن./كم²)                                 | 372.42                                                                              | 10.05                                            |
| العاصمة                                                   | بروكسل                                                                              | سوكري، لاباز                                     |
| اللغة الرسمية                                             | اللغة الهولندية، لغة فرنسية، اللغة الألمانية                                        | اللغة الإسبانية، اللغة الأيمرية، كتشوا، غوارانية |
| العملة                                                    | يورو، فرنك بلجيكي                                                                   | بوليفاريو بوليفي                                 |
| الناتج المحلي الإجمالي (بليون دولار)                      | 492.68 مليار                                                                        | 37.51 مليار                                      |
| الناتج المحلي الإجمالي (تعادل القوة الشرائية) بليون دولار | 514.74 مليار                                                                        | 74.58 مليار                                      |
| الناتج المحلي الإجمالي الاسمي للفرد دولار أمريكي          | 40.32 ألف                                                                           | 3.08 ألف                                         |
| الناتج المحلي الإجمالي للفرد دولار أمريكي                 | 43.44 ألف                                                                           | 6.63 ألف                                         |
| مؤشر التنمية البشرية                                      | 0.890                                                                               | 0.662                                            |
| رمز المكالمات الدولي                                      | +32                                                                                 | +591                                             |
| رمز الإنترنت                                              | .be                                                                                 | .bo                                              |
| المنطقة الزمنية                                           | توقيت وسط أوروبا، ت ع م+01:00، ت ع م+02:00، توقيت وسط أوروبا الصيفي، أوروبا/بروكسل ‏ | 00                                               |

## مدن متوأمة
في ما يلي قائمة باتفاقيات التوأمة بين مدن بلجيكية وبوليفية:
- ترتبط Brasschaat [الإنجليزية]‏ مع تاريخا، بوليفيا باتفاقية توأمة.

## منظمات دولية مشتركة
يشترك البلدان في عضوية مجموعة من المنظمات الدولية، منها:
| علم المنظمة | اسم المنظمة                        | تاريخ انضمام بلجيكا | تاريخ انضمام بوليفيا |
| ----------- | ---------------------------------- | ------------------- | -------------------- |
|             | الاتحاد البريدي العالمي            | ?                   | ?                    |
|             | مؤسسة التنمية الدولية              | 2 يوليو 1964        | 21 يونيو 1961        |
|             | منظمة حظر الأسلحة الكيميائية       | ?                   | ?                    |
|             | منظمة التجارة العالمية             | ?                   | 12 سبتمبر 1995       |
|             | الأمم المتحدة                      | 27 ديسمبر 1945      | 14 نوفمبر 1945       |
|             | وكالة ضمان الاستثمار متعدد الأطراف | 18 سبتمبر 1992      | 3 أكتوبر 1991        |
|             | منظمة الشرطة الجنائية الدولية      | ?                   | ?                    |
|             | مؤسسة التمويل الدولية              | 27 ديسمبر 1956      | 20 يوليو 1956        |
|             | الاتحاد الدولي للاتصالات           | 1866                | 1 يونيو 1907         |
|             | البنك الدولي للإنشاء والتعمير      | 27 ديسمبر 1945      | 27 ديسمبر 1945       |
|             | يونسكو                             | 29 نوفمبر 1946      | 13 نوفمبر 1946       |

## وصلات خارجية
- موقع وزارة الخارجية البلجيكية
- موقع وزارة الخارجية البوليفية